# St. Nikolaus in Reichertshofen (Sengenthal)

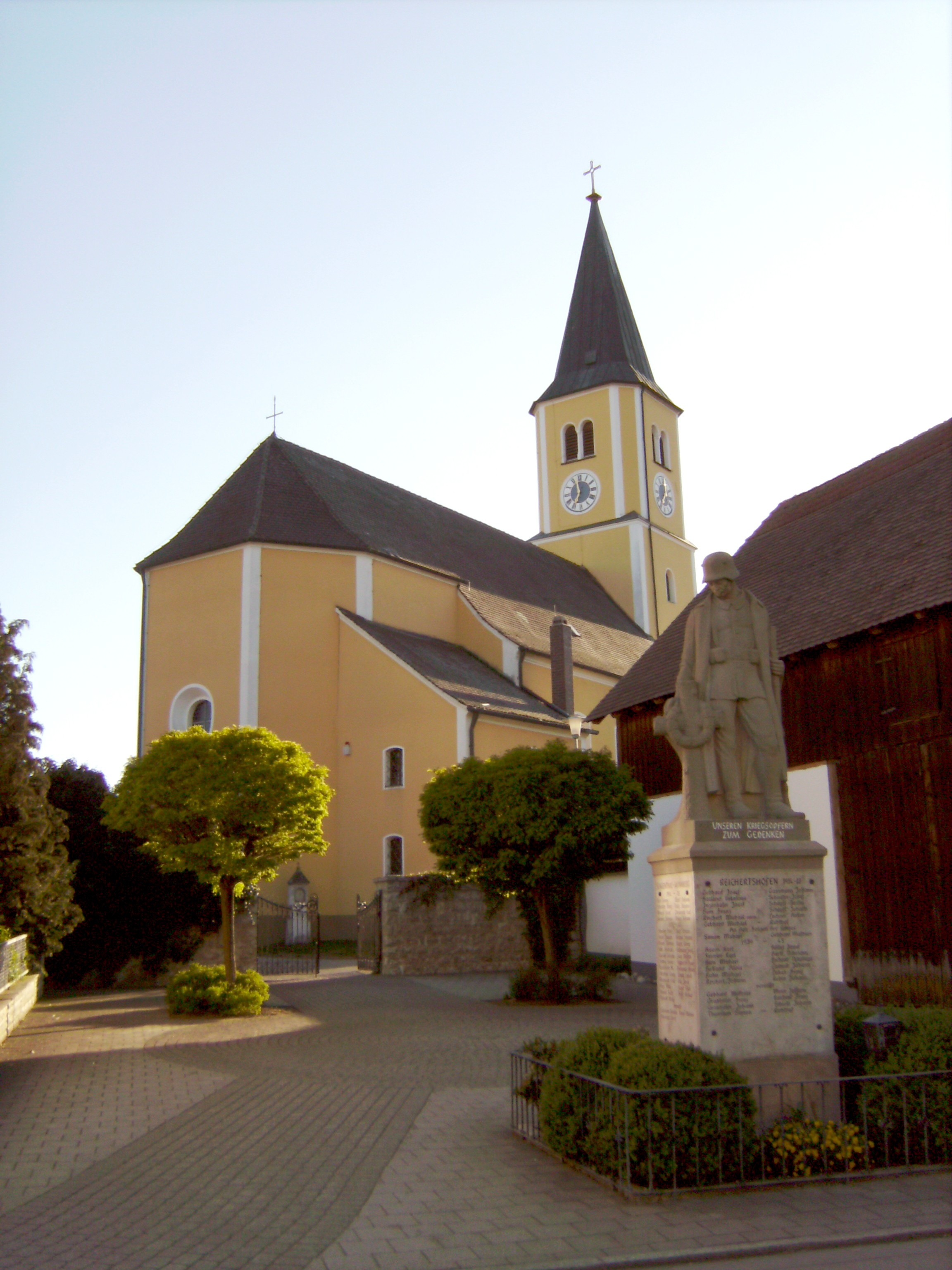
St. Nikolaus Reichertshofen

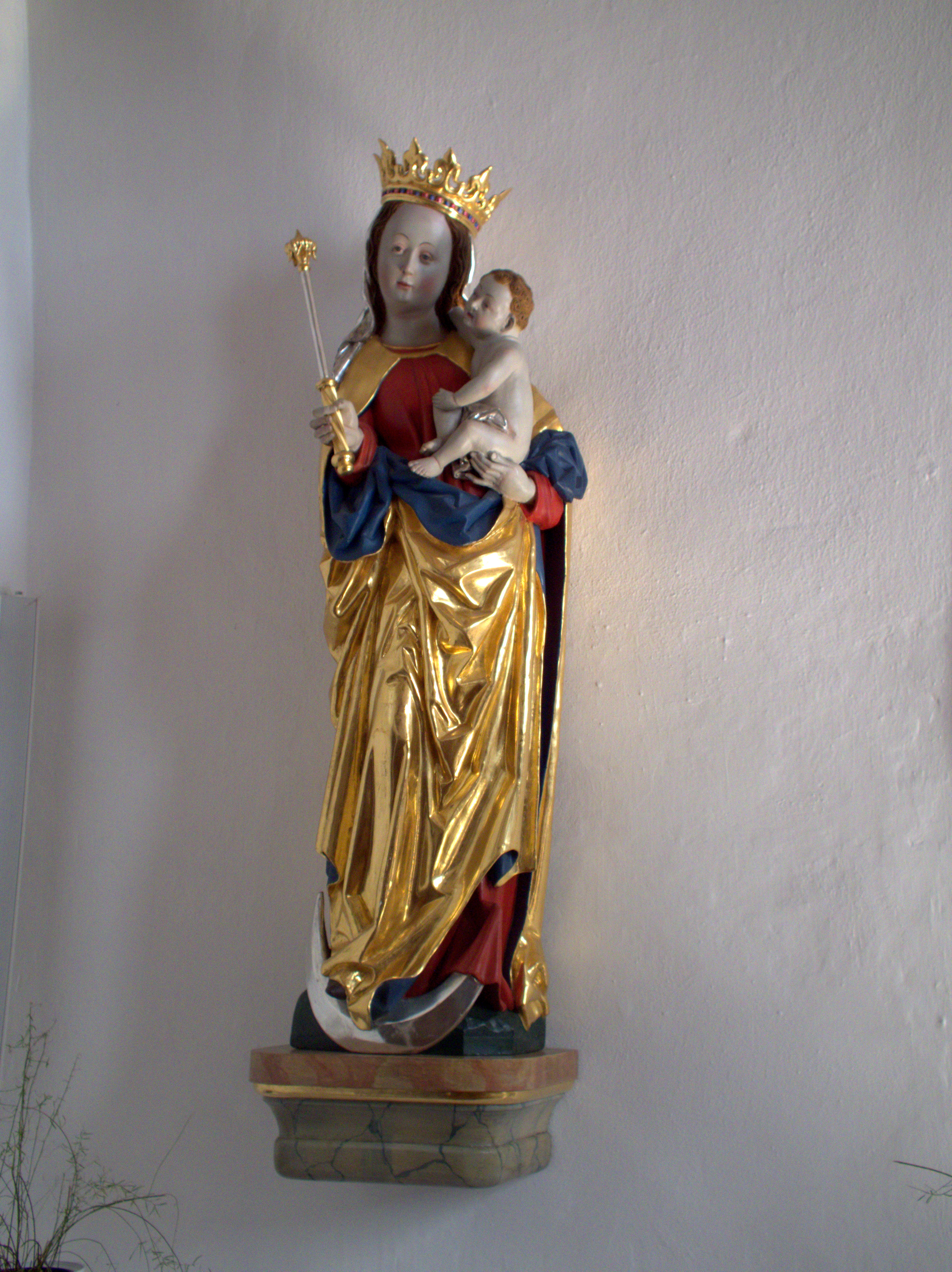
Die Mondsichelmadonna

Die Pfarrkirche St. Nikolaus ist die katholische Dorfkirche des Sengenthaler Gemeindeteils Reichertshofen, südlich von Neumarkt in der Oberpfalz im Bistum Eichstätt.

## Baugeschichte

### Vorgängerbau
Reichertshofen („Ad domum Richardi“) in der Oberpfalz ist einer von drei gleichnamigen Orten, in denen Bischof Gundekar II. von Eichstätt zwischen 1057 und 1075 eine Kirche eingeweiht hat. In einem Visitationsprotokoll von 1480 wird Reichertshofen als Filiale von Berngau genannt. Zwischen 1554 und 1625 war die Oberpfalz und damit auch Reichertshofen evangelisch. Zwei Jahre nach der Gegenreformation heißt es, dass die Reichertshofer Kirche „wohlgebaut mit schöner Sakristei und herrlich schönem Altar“ sei.

### Heutige Kirche
Im Jahr 1759 wurde die alte gotische Kirche, die gegen Ende des 14. Jahrhunderts entstanden war, abgebrochen. Im Jahr darauf wurde das neue Langhaus mit dem Maßen 15 × 10,70 m gebaut. Nachdem das Langhaus stand, ging den Erbauern im Winter 1760/61 das Geld aus und der Bau kam zum Erliegen. Die Gottesdienste wurden deshalb im fensterlosen Langhaus, das noch nicht einmal ein Dach hatte, gefeiert. Erst im Frühjahr 1761 wurde der Bau weitergeführt. Mit der Erbauung des Westturmes wurde 1775 begonnen. Da allerdings auch hier wieder die finanziellen Mittel knapp wurden, erhielt der 35 Meter hohe Kirchturm statt eines Zwiebelturms 1791 ein pyramidenförmiges Dach. Der Innenausbau der Kirche begann 1763, in dieser Zeit entstand auch der prächtige Hochaltar.
1816 wurden die Altäre und die Kanzel auf Kosten der Gemeinde neu gefasst. 1821 kam eine Orgel in die Kirche. Am Marienaltar befindet sich eine Mondsichelmadonna. Diese entstand um 1480 und wurde nach Abbruch der Collegiatskirche in Eichstätt 1818 nach Reichertshofen überführt.
1867/69 kamen der Kreuzweg und ein neuer Seitenaltar mit den Heiligenfiguren Josef, Leonhard und Wendelin in die Kirche. 1938 hingen drei Glocken im Turm, eine aus dem 14. Jahrhundert, eine von 1883 und die dritte von 1929.
Der Friedhof um die Kirche wurde 1871 und noch einmal 1902 erweitert. In die Friedhofsmauer ist die 1909 durch die Stiftung des Pfarrers L. Kerling errichtete Lourdesgrotte eingelassen.

## Pfarrei
Reichertshofen war nachweislich bereits 1480 eine Filiale der Pfarrei Berngau; dies blieb so bis ins 19. Jahrhundert. 1850 wurde Reichertshofen zur Expositur und 1854 zur Pfarrkuratie erhoben; am 18. Oktober 1856 erfolgte die Konsekration der Pfarrkirche. Am 19. Dezember 1867 wurde durch König Ludwig II. die Kuratie zur Pfarrei erhoben. Durch Bildung dieser Pfarrei entstand erstmals ein der heutigen Gemeinde entsprechender Zusammenhang zwischen den Orten der Gemeinde Sengenthal. 1926 wurde der Dietlhof nach Sulzbürg und die Braunmühle nach Döllwang ausgepfarrt, zwei Jahre später dorthin auch die Birkenmühle. 1938 umfasste die Pfarrei die Gemeinde Reichertshofen mit dem Richthof, die Gemeinde Forst (Forst selber, Braunshof, Gollermühle, Kastenmühle, Schlierfermühle, Stadlhof), die Gemeinde Sengenthal (Sengenthal selber, Guggesmühle, Ölkuchenmühle, Schmidmühle, Seitzermühle, Kanalschlause 31, Kanalschleuse 32, Bahnposten 38, Bahnposten 39, Bahnhof Greißelbach, Schlierferhaide, Steinbruch, Hubertusklause) und aus der Gemeinde Stauf Buchberg, insgesamt 733 „Seelen“ von 155 Familien in 151 Häusern, wobei das Kirchdorf selber 206 Einwohner, darunter drei Protestanten, hatte. Zwischen 2003 und 2018 wurden aus der Pfarrei vier Priester geweiht und hatten ihre Primizen in Reichertshofen und Sengenthal.

## Kirchen und Kapellen der Pfarrei
Heute gehören zur Pfarrei Reichertshofen folgende Kirchen und Kapellen:
- Pfarrkirche St. Nikolaus, Reichertshofen
- Filialkirche St. Elisabeth, Sengenthal
- Kapelle St. Georg, Winnberg
- Kapelle Schlierfermühle
- Kapelle St. Sebastian, Forst; Weihe der neu errichteten Kapelle 2010
- Kapelle zur Hl. Dreifaltigkeit, Buchberg
- Kapelle, Birkenmühle
- Kapelle Hl. Familie, Braunmühle
- Kapelle Mater Dolorosa, Sengenthal